# Biserica din Valea Mare
Biserica din Valea Mare este o biserică amplasată în Valea Mare, raionul Ungheni, Republica Moldova. Este un monument arhitectural de importanță națională inclus în Registrul monumentelor Republicii Moldova ocrotite de stat cu nr. 1712 (raionul Ungheni). Datează din anii 1930.